# Martin Pöttner
Martin Pöttner (* 10. Dezember 1959 in Bad Berleburg) ist ein deutscher evangelischer Theologe.

## Leben
Nach der Grundschule 1966–1969 besuchte er von 1969 bis 1978 das Johannes-Althusius-Gymnasium (Bad Berleburg). Von 1978 bis 1985 studierte er evangelische Theologie, Philosophie und Soziologie in Marburg und Zürich. 1985 erhielt er ein Promotionsstipendium. Von 1987 bis 1992 war er wissenschaftlicher Mitarbeiter in Marburg. Nach der Promotion 1995, die den Universitätspreis erhält, war er von 1996 bis 1998 Postdoc-Stipendiat im Graduiertenkolleg Religion und Normativität in Heidelberg. 2000 wurde ihm die Venia Legendi in Heidelberg verliehen. Seit 2008 lehrte er als außerplanmäßiger Professor für Neutestamentliche Theologie in Heidelberg. Von 2002 bis 2017 war Pöttner in der Lehre in Heidelberg und Darmstadt und selbstständig als Bildungsdienstleister tätig.

## Schriften (Auswahl)
- Realität als Kommunikation. Ansätze zur Beschreibung der Grammatik des paulinischen Sprechens in 1Kor 1,4 - 4,21 im Blick auf literarische Problematik und Situationsbezug des 1. Korintherbriefes (= Theologie. Band 2). Lit, Münster/Hamburg 1995, ISBN 3-8258-2687-2 (zugleich Dissertation, Marburg 1995).
- als Übersetzer: Herbert Spencer: Die ersten Prinzipien der Philosophie. Jolandos, Pähl 2004, ISBN 3-936679-52-5.
- als Übersetzer: Nicholas Handoll: Die Anatomie der Potency!. Jolandos, Pähl 2004, ISBN 3-936679-63-0.
- als Übersetzer: Henry Heather Bigg: Die sanfte Behandlung der Wirbelsäule. Jolandos, Pähl 2009, ISBN 978-3-936679-86-1.
- als Übersetzer: John Martin Littlejohn: Osteopathie erklärt. Eine Abhandlung für Laien. Jolandos, Pähl 2009, ISBN 978-3-936679-43-4.